# 緑が丘町 (三木市)
緑が丘町（みどりがおかちょう）は、兵庫県三木市にある町。1971年に街開きされた。

## 地理
志染丘陵に位置し、町内の平均標高は140mである。また、なだらかな坂道が多いが、西1・3の南側、東1の東側は急な坂が続き、西に行くほど標高が低くなる。

## 概要

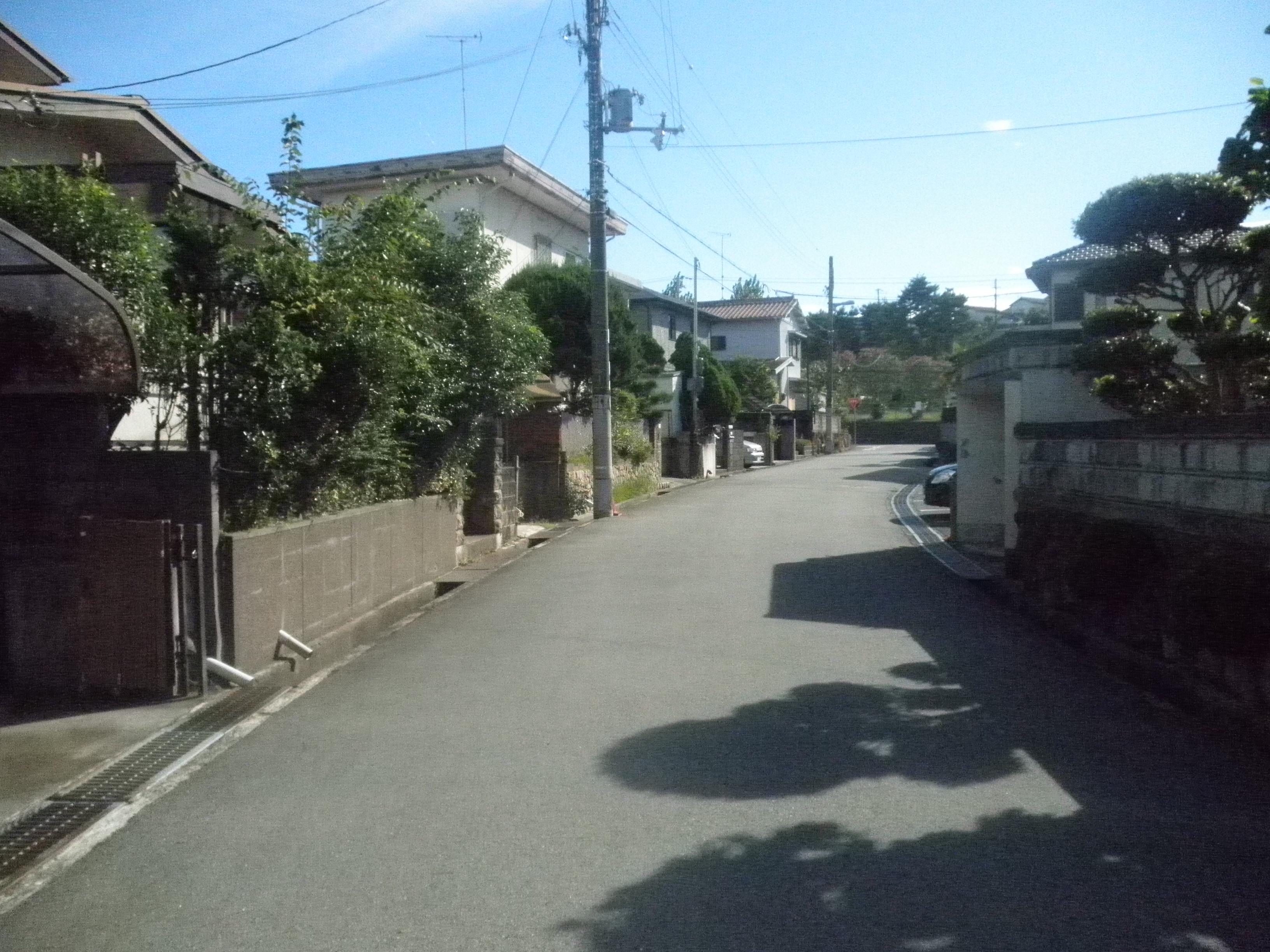
緑が丘町中1丁目

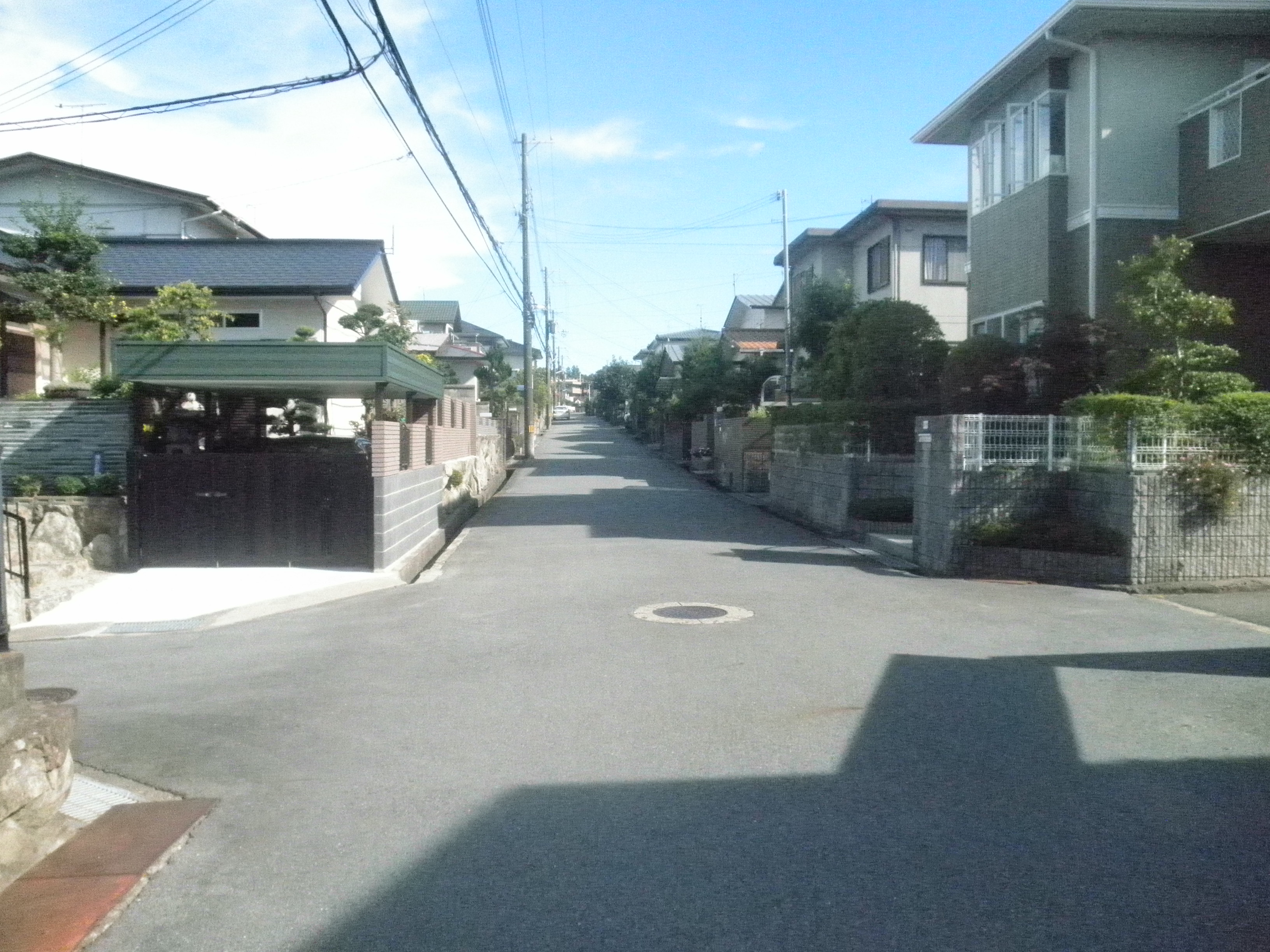
緑が丘町西1丁目

1969年、大和ハウス工業が造成を開始し「緑が丘ネオポリス」と名称を付け、1971年に同市志染町より分離し街開きした。神戸市や大阪市のベッドタウンとなっている。ピーク時には、町内に11,000人の人口があったが、現在は9,500人ほどであり、このうち65歳以上の高齢者が3割を占めている。
神戸都市圏に属しており、神戸市・宝塚市・淡路市には車で30分ほどで行け、1972年に三木市立緑が丘小学校が開校した。同校は1978年4月に児童数が1885名に増えた。1975年ごろに町の北側も同じように開発された後の3年間で、人口は街開き当初の3倍に膨れ上がったが、1985年以降は人口分布の偏りによる急速な少子高齢化のほか、バブル崩壊や都心回帰の影響もあり、人口はピーク時の約3分の1に減少している。

## 沿革
- 1950年 - 神戸電鉄粟生線広野野球場前駅開業。
- 1958年 - 神戸電鉄粟生線広野野球場前駅が緑が丘駅と改称。
- 1967年 - ナリス化粧品三木工場完成。
- 1969年 - 造成開始。緑が丘ネオポリスになる。
- 1971年4月 - 街開き。三木市志染町から分離し、緑が丘町となる。人口は約3,200人。
- 1973年4月1日 - 三木市立三木小学校から分離し、三木市立緑が丘小学校開校。
- 1976年4月1日 - 三木市立三木中学校から分離し、三木市立緑が丘中学校開校。
- 1979年4月1日 - 三木市立緑が丘小学校から分離し、三木市立緑が丘東小学校開校。
- 1985年-町内の人口がピークを迎える。
- 1985年12月24日 - 市道緑が丘青山線開通。
- 1987年10月25日 - 緑が丘スポーツ公園完成。
- 1993年5月23日 - 市内局番が2ケタになり、市外局番が4ケタになる（07948-x-xxxx→0794-8x-xxxx）。
- 1995年1月17日 - 阪神・淡路大震災が発生。
- 2001年7月17日 - 市道自由が丘緑が丘線が全線開通。これにより自由が丘と緑が丘の不通区間を解消した。
- 2002年 - 西3丁目から分離し、西5丁目誕生。これにより、面積が0.38平方キロメートル広がる（1.49→1.87）。
- 2002年4月1日 - 町内の人口が1万人を割る。
- 2006年2月 - みっきぃバス運行開始。
- 2006年9月29日 - 明仁天皇・皇后美智子（いずれも当時）夫妻が兵庫県立三木精愛園を訪問。

## 統計
三木市住民基本台帳2009年9月1日現在。
- 人口 - 9,439人
- 面積 - 1.87平方km
- 人口密度 - 5047.59人/平方km
- 世帯数 - 3,920世帯（1世帯当たり2.40人）

※2009年7月1日現在、65歳以上の高齢者が全人口の31.54%であり、これは市内の新興住宅地の中でも多い。

### 人口の推移
- 1972年 - 3,032人
- 1975年 - 7,469人
- 1980年 - 11,195人
- 1985年 - 11,463人 - （最大人口）
- 1990年 - 11,149人
- 1995年 - 10,697人
- 1999年 - 10,308人
- 2002年 - 9,895人
- 2003年 - 9,765人
- 2004年 - 9,727人
- 2005年 - 9,748人
- 2006年 - 9,663人
- 2007年 - 9,613人
- 2008年 - 9,532人
- 2009年 - 9,488人

| \| 1985年10月1日 \| 11,463人 \| \| \| 1990年10月1日 \| 11,149人 \| \| \| 1995年4月1日 \| 10,697人 \| \| \| 1999年4月1日 \| 10,308人 \| \| \| 2002年4月1日 \| 9,895人 \| \| \| 2003年4月1日 \| 9,765人 \| \| \| 2004年4月1日 \| 9,727人 \| \| \| 2005年4月1日 \| 9,748人 \| \| \| 2006年4月1日 \| 9,663人 \| \| \| 2007年4月1日 \| 9,613人 \| \| \| 2008年4月1日 \| 9,532人 \| \| |          |  |
| 参考:住民基本台帳 |          |  |
| 1985年10月1日 | 11,463人 |  |
| 1990年10月1日 | 11,149人 |  |
| 1995年4月1日 | 10,697人 |  |
| 1999年4月1日 | 10,308人 |  |
| 2002年4月1日 | 9,895人  |  |
| 2003年4月1日 | 9,765人  |  |
| 2004年4月1日 | 9,727人  |  |
| 2005年4月1日 | 9,748人  |  |
| 2006年4月1日 | 9,663人  |  |
| 2007年4月1日 | 9,613人  |  |
| 2008年4月1日 | 9,532人  |  |

## 地区
| 郵便番号 | 大字名                                       |
| -------- | -------------------------------------------- |
| 673-0531 | 緑が丘町西1〜5丁目 （西5丁目は2002年に追加） |
| 673-0532 | 緑が丘町中1〜3丁目                           |
| 673-0533 | 緑が丘町東1〜4丁目                           |
| 673-0534 | 緑が丘町本町1・2丁目                         |

## 市外局番
- 0794-8x-xxxx（全域）

## 祭事・催事
- 緑が丘町ふるさと祭り - 毎年7月第4土曜日に、緑が丘南公園で開催。
- 三木さんさんまつり - 毎年9月第4土曜日に、三木市道緑が丘青山線で開催。
- 緑が丘町文化祭‐毎年10月第4土・日曜日に、緑が丘公民館で開催。

なかでも、さんさんまつりは盛んで、当日は市道緑が丘青山線の三井住友銀行前から緑が丘派出所・コープ前を通行止めにし、市内・市外のダンスチーム・幼稚園が踊りを披露する。

## 教育

### 認定こども園
すべて私立の幼保連携型である。
- 清心認定こども園 -（東2丁目）
- りんでん認定こども園 - （西4丁目）

### 保育園
すべて私立である。
- エミール愛育園 -（本町1丁目）
- 神鉄・ジャックと豆の木保育園 -（本町1丁目）

※以前は東2丁目に「ちびっこランド」があったが、現在は空き家になっている。
※エミール愛育園は既に閉園している。

### 幼稚園
町内には4ヶ所幼稚園がある。
- 公立
  - 三木市立緑が丘幼稚園 - （西1丁目）
  - 三木市立緑が丘東幼稚園 - （東4丁目）
- 私立
  - ホザナ園 - （東4丁目）

### 小学校
緑が丘の一部に居住している地区によって異なるが、「緑が丘町こども会」は一緒に行われる。また、緑が丘小学校は市内有数のマンモス学校であったが、現在は1学年2クラスとなっている。また、隣の緑が丘東小学校でもマンモス校であったが、現在は1学年3クラスである。
- 三木市立緑が丘小学校 - 西1丁目にある。校区は緑が丘町西全域・中1・2・東1丁目および本町全域。
- 三木市立緑が丘東小学校 - 東4丁目にある。校区は緑が丘町中3・東2〜4丁目。

### 中学校
緑が丘の東側の少し急な坂に位置し、西地区に居住している人は徒歩で15分ほどかかる。なお、自転車での登下校は禁止されている。生徒数の約7割を、市立緑が丘東小学校出身の生徒が占める。
- 三木市立緑が丘中学校 - 東4丁目にある。校区は緑が丘町全域。三木市の中学校の中で2番目に生徒が多い。

### 高等学校
町内にはないが、志染町青山地区に兵庫県立三木北高等学校がある。
学区は、北播学区に属している。（学区内の公立高校は、兵庫県高等学校一覧#第3学区を参照。）

### 大学
町内にはないが、志染町青山地区に関西国際大学があり、緑が丘に大学の下宿生がアパートを借りている。また、隣の神戸市西区には多くの大学が集中し、町内から40分程度で行けるが、公共交通機関を利用する場合は電車とバスを乗り継がなくてはならない。

### その他
- 学習塾
  - 公文式 - （西1丁目）
  - 明光義塾三木緑が丘教室 - （本町1丁目）市内で当町のみに設置されている。
  - 大西ゼミ - （西3丁目）
  - 創研塾 - （東4丁目）
  - 藤井セミナー - （本町1丁目）
  - 芦原塾 -

## 公共施設
町内には高齢化がほかの地区と比べて進行しており、福祉施設が充実している。
- 在宅介護支援センターひまわり - （西4丁目）
- デイサービスセンター - （本町1丁目）
- 兵庫県立三木精愛園 - （東1丁目）
- 緑が丘町公民館 - （中3丁目）
- 三木警察署緑が丘交番 - （東1丁目）

### 公園・広場
緑が丘スポーツ公園は日曜日に草野球に使用されているほか、緑が丘南公園は土曜・日曜・祝日に小学生の野球チーム「緑が丘スターズ」が使用している。また、緑が丘北公園は淡河川疏水の側道沿いに位置し、ジョギング・ウォーキング・犬の散歩にも利用されるほか、平日にはグラウンドゴルフとしても利用されている。
- みどりまつ公園 - （西1）
- 緑が丘スポーツ公園 - （西2）
- あかしあ公園 - （西3）
- きんりん公園 - （中1） ※防空壕があるが、立ち入り禁止である。
- 緑が丘南公園 - （中1）通称「南グラ」[要出典]
- 緑が丘北公園 - （中3）
- さんさん広場 - （中1）
- さざんか公園 - （東4）

## 金融など

### 銀行
- 但馬銀行緑が丘支店 - （中1丁目）
- 日新信用金庫緑が丘支店 - （東2丁目）
- 郵便局三木緑ケ郵便局- （中1丁目）

### 保険
- 日本生命保険緑が丘営業支部 - （中1丁目）

### 不動産
- シラユリ住宅 - （東1丁目）
- 日本住宅流通緑が丘店 - （東2丁目）
- ミナミホーム - （中2丁目）

## 商業施設
町内にはサンロードと呼ばれる商店街が存在しているが、近年は閉店している店舗も少なくない。
- ヤマザキYショップカタヤマ - （中2丁目）
- トーホー緑が丘店 - （西1丁目）
- コープこうべ三木緑が丘店 - （中1丁目）
- 三木みらい館 - （西4丁目、農協）
- 浅井商店三木店 - （西2丁目）
- ローソン - （西3丁目・中2丁目）
- ファミリーマート - （本町1丁目）
- トムコ三木西神店 - （中1丁目）
- サンロード - （中1丁目、商店街）

### 飲食店
町内に大規模な飲食店はなく、個人経営の小規模店が多い。
- 宝寿司 - （東2丁目）
- 十九八鮨 -（中2丁目）
- やきとり大吉 - （中1丁目）
- まつの - （本町1丁目）

### 物販など
- ペアーレ（書籍・CD） - （中1丁目）
- 紫苑仏具店 - （中2丁目）
- 天使堂（家具店） - （本町1丁目）
- メガネのハラダ - （中1丁目）
- メガネのヤスダ - （中2丁目）
- メガネの三城緑が丘店 - （神戸市西区押部谷町西盛に所在するが、店舗名を「緑が丘店」としているため便宜的に記載。）

### ガソリンスタンド
町内にはないが、1998年まではゼネラルや、2006年10月31日まではコスモ石油が立地していた。

## 工業
- ナリス化粧品-（東1丁目） 緑が丘が街開きする前から立地している。

## 病院
- 内薗眼科医院 - （東1丁目）
- 垂水病院 - （東1丁目）

## ゴミ・公共下水道
- ゴミは、可燃ゴミ・あらゴミ・埋立ゴミ・資源ごみ・特殊ゴミと分けられ、三木清掃センターで処分される。
- 下水道は、三木クリーンセンターで処理される。

## 河川・水路
- 細目川（志染川支流） - 西4丁目
- 淡河川疏水 - 緑が丘町東にある。

## メディア

### 新聞
- 読売新聞販売所 - （中3丁目）
- 毎日新聞販売所 - （西3丁目）
- 神戸新聞販売所 - （東2丁目）

### ラジオ
- エフエム三木（FMみっきぃ）76.1MHz

### ケーブルテレビ
- K-CAT eoTV
- ケーブルテレビ神戸

### インターネット
- NTT西日本
- ケイ・オプティコム
- イー・モバイル

## 交通
町内には神戸や大阪方面への公共交通機関が多い。

### 鉄道

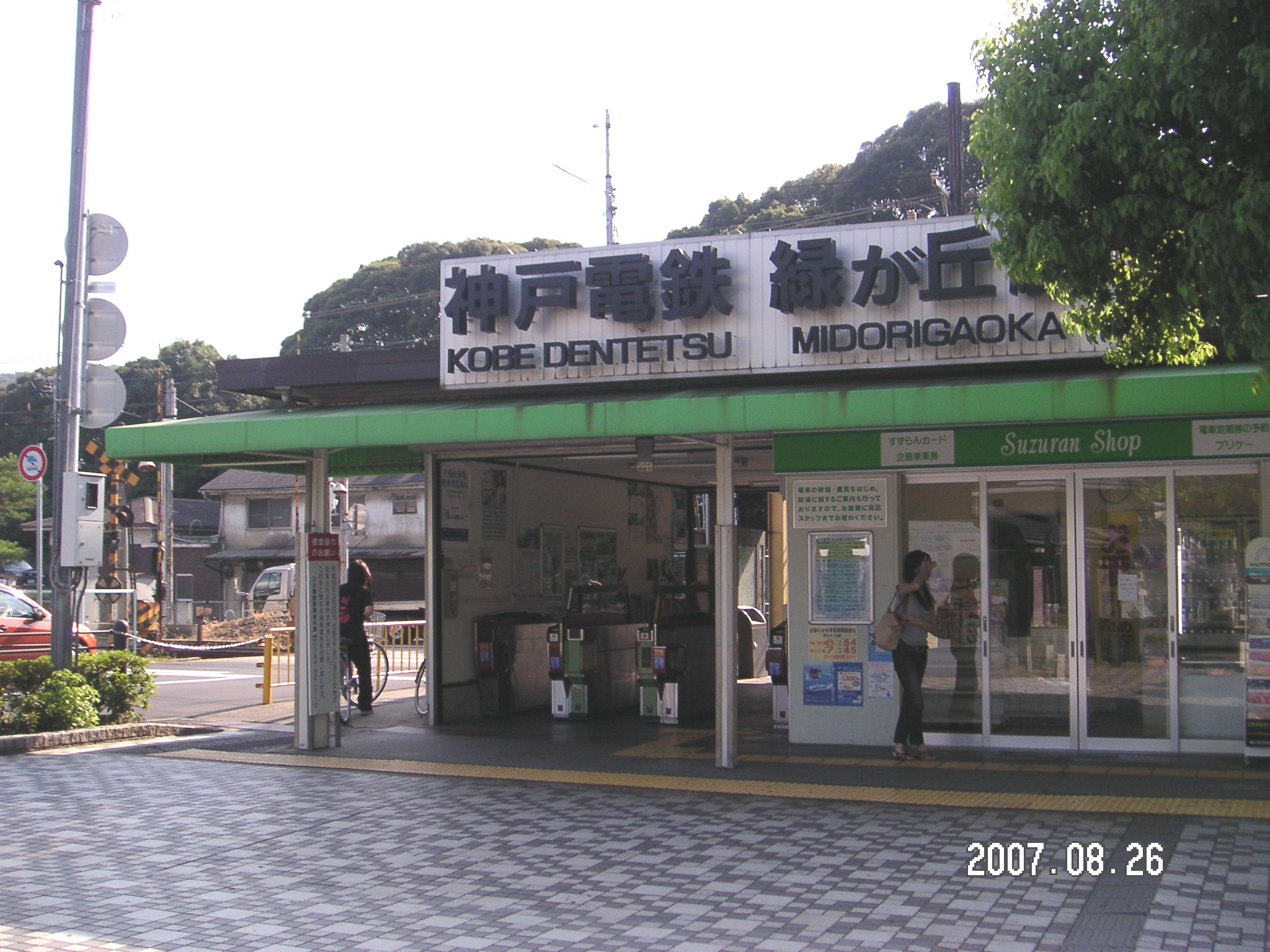
緑が丘駅

- 神戸電鉄緑が丘駅

平日の朝方は下り線には兵庫県立三木高等学校・兵庫県立小野高等学校・兵庫県立小野工業高等学校に行く生徒が多く、上り線には神戸・大阪に行く会社員・大学生・高校生などが利用している。また、三宮に直通するバス路線などの利用者もいる。駅前ロータリーは会社員・学生などの送り迎えのための乗用車に利用されている。
※駅が神戸市との境界に近いため、神戸市西区神出町五百蔵・押部谷町西盛・北山台・高雄台の利用者も多い。また、神戸市営地下鉄西神中央駅を利用する住民も多い。
- 神戸電鉄広野ゴルフ場前駅

緑が丘西地区に利用者が多い。

### バス
- みっきぃバス（三木市コミュニティバス）
  - 緑が丘東3丁目経由、青山5丁目行き

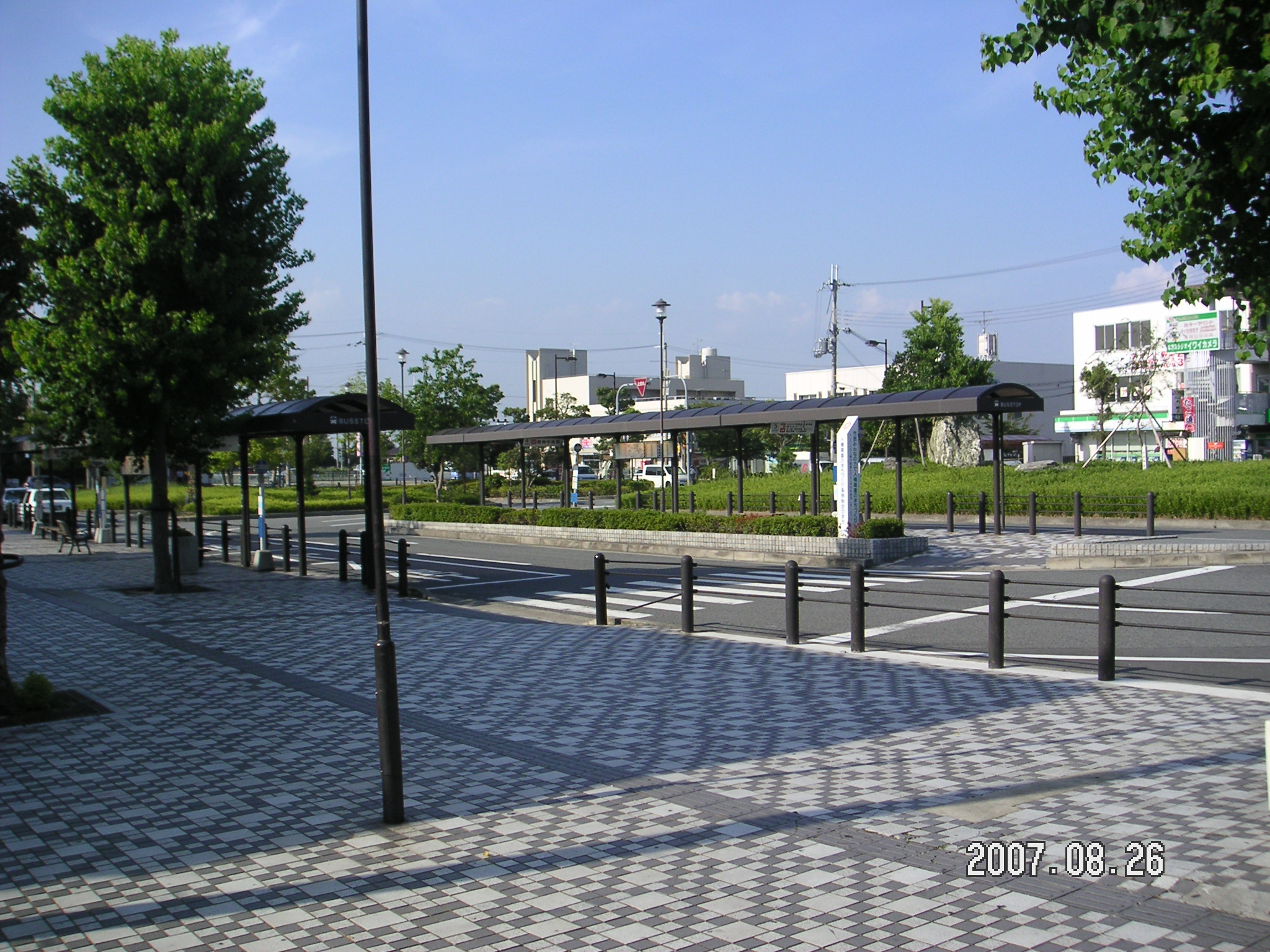
緑が丘駅発着バス

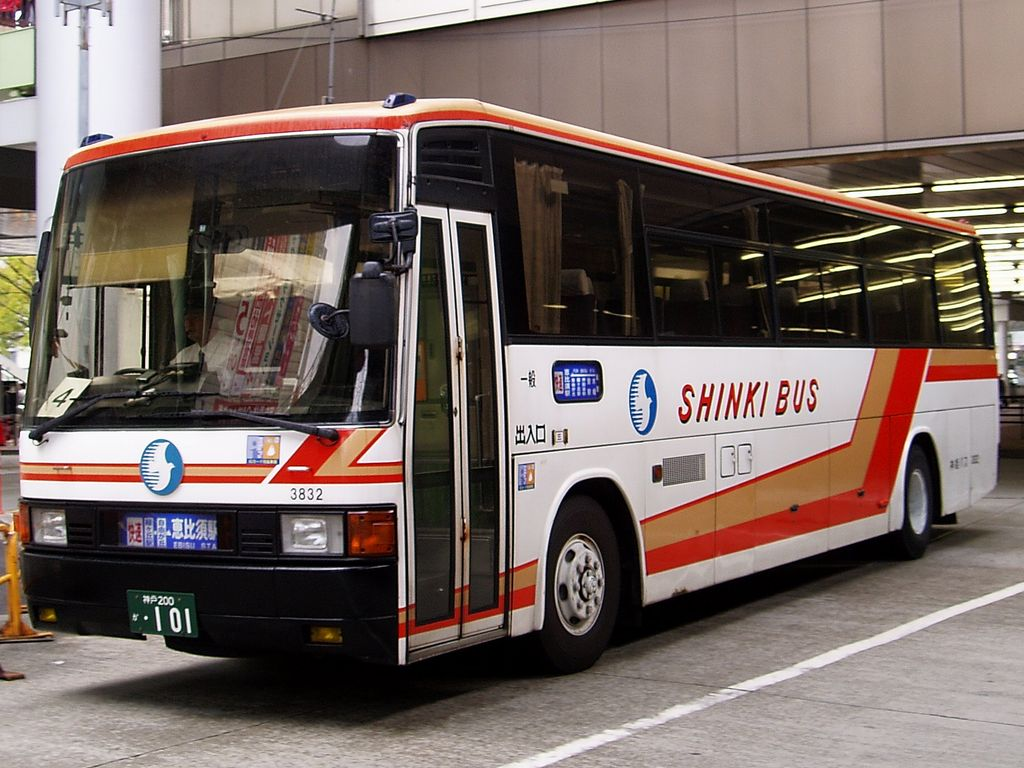
恵比須快速線のバス（三ノ宮行緑が丘・自由が丘循環線）

  - 自由が丘・エビス経由、三木市立三木市民病院または三木営業所行き
  - 緑が丘駅経由バス
    - 自由が丘〜エビス経由〜三木市民病院
    - 自由が丘・恵比須駅・三木市役所前・兵庫県立三木山森林公園・三木市民病院経由、三木営業所行き（三木山森林公園までの便もあり）
- 神姫バス恵比須快速線三ノ宮行緑が丘・自由が丘循環線（2000年頃設定）
  - 快速：自由が丘経由、恵比須駅行き
  - 快速：押部谷・阪神高速・新神戸トンネル経由、三ノ宮または神戸空港行き
- 緑が丘駅バス
- 80系統：富士見が丘・西盛経由、西神中央駅行き（神姫ゾーンバス・神姫バス）
- 3系統：緑が丘循環
- 4・5系統：富士見が丘・押部谷駅経由、栄営業所行き
- 5系統：緑が丘中1丁目行き
- 6系統：三木総合防災公園行き
- 7系統：青山5丁目行き（神姫バス）
- 8系統：青山5丁目経由、グリーンピア三木行き
- 14系統：青山五丁目・東自由が丘・中自由が丘経由、志染駅行き
- 16系統：青山5丁目経由、ひょうご情報公園都市行き

※恵比須快速線は鉄道（神戸電鉄粟生線・有馬線）で三宮に行くよりも運賃が安く、新開地駅を経由しないため短時間で移動できる。
※みっきぃバスを使うと路線内は運賃が150円均一のため、市街地へは鉄道（神戸電鉄粟生線）よりも安く移動できる。

### 道路
2車線の道路のほとんどは歩道が整備されており、ほとんどの区間で最高時速40kmに規制されている。また、道幅が細い道路は最高時速30kmに規制されている。

#### 高速道路・国道
高速道路・国道からは距離が離れている。
- 山陽自動車道三木東インターチェンジから約5km。
- 国道175号・国道427号から約5km。

#### 都道府県道
- 兵庫県道22号神戸三木線
- 兵庫県道83号平野三木線

#### 市道
- 三木市道緑が丘青山線（本町1・中1・中2・東2・中3・東4丁目を経由）
- 三木市道自由が丘緑が丘線（東1・中1・中2・西1・西2・西3・西4・西5丁目を経由）
- 三木市道青山笠松線（西4・西2・中3・東4丁目を経由）

## 緑が丘に関わる著名人
- 出身
  - 山田ルイ53世 - お笑い芸人（髭男爵）
  - 米田和彦 - 政治家、三木市議会議員
  - 川野武文 - 宮崎放送アナウンサー
  - 峯田大介 - 映画テレビ企画制作プロデューサー

- 在住
  - 勝丸桂二郎 - 企業家、富士通テン社長（佐賀県唐津市出身）。

## 活動の拠点にしているサークル・団体・クラブ
- 緑が丘こども会 - 居住の小学生で構成。
- 緑が丘スターズ - 小学生野球チーム
- パソコンクラブ歴史サークル -
- 兵庫県立三木北高等学校環境サークル - 環境ショップ販売

## 緑が丘を舞台としている作品
- SHOUT!（漫画） - 緑が丘駅が登場する。